# WWE Women's Championship (1956–2010)
O WWE Women's Championship foi um título feminino de wrestling profissional disputado na World Wrestling Entertainment (WWE). Criado em 1956, foi o mais velho título ativo na história da World Wrestling Entertainment, até sua aposentadoria em 2010, quando foi unificado ao WWE Divas Championship.
As campeãs femininas da WWE eram determinadas com a realização de combates de luta profissional, em que as vencedoras de cada combate são pré-determinadas por um roteiro. Um total de 29 lutadoras, distribuídas em 59 reinados distintos, conquistaram o Women's Championship. A primeira campeã foi The Fabulous Moolah e a última Layla.

## História
O WWE Women's Championship era originalmente conhecido como NWA World Women's Championship na National Wrestling Alliance (NWA). Em 18 de setembro de 1956, The Fabulous Moolah se tornou a campeã inaugural, de acordo com a World Wrestling Entertainment. O WWE Women's Championship descende do NWA World Women's Championship da National Wrestling Alliance, que é ativo até hoje. Em 1983, a World Wrestling Federation (WWF) se desafilhou da NWA, reconhecendo a campeã Moolah como primeira campeã do Women's Championship da promoção. A WWF não reconheceu os reinados que ocorreram na NWA. Assim, a WWE, hoje, considera que o reinado de Moolah durou 27 anos.

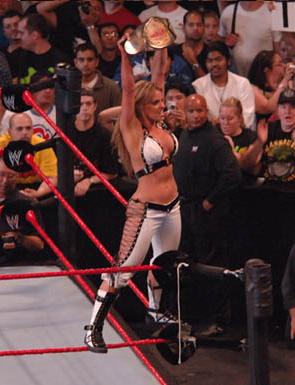
Trish Stratus em seu sétimo reinado.

Em 1990, o Women's Championship se tornou inativo após Rockin' Robin deixá-lo vago ao deixar a WWF. Em dezembro de 1993, o título foi reativado, com Alundra Blayze ganhando um torneio pelo título. O Women's Championship voltou a se tornar inativo em 1995, quando Blayze deixou a WWF pela World Championship Wrestling. O Women's Championship foi novamente reativado em setembro de 1998, quando Jacqueline Moore derrotou Sable para ganhar o título.
Em 2002, o título foi renomeado WWE Women's Championship, podendo ser defendido no Raw e no SmackDown!. Mais tarde, o Women's Championship se tornou exclusivo do Raw.
Em 24 de junho de 2007, Candice Michelle se tornou a primeira participante do WWE Diva Search a ganhar o título, derrotando Melina no Vengeance. Em 4 de julho de 2008, foi criado o WWE Divas Championship, título feminino do SmackDown.
Em 13 de abril de 2009, o Women's Championship foi transferido para o SmackDown quando a campeã Melina foi transferida do Raw para o SmackDown durante o Draft de 2009.
No Raw de 30 de agosto, foi anunciado que o Divas Championship e o Women's Championship seria unificados no Night of Champions. A luta foi vencida por Michelle McCool, que criou, assim, o WWE Unidef Divas Championship.

### Reinados
A campeã inaugural foi The Fabulous Moolah, que derrotou Judy Grable em setembro de 1956, tendo o maior reinado oficial, com 27 anos, 10 meses e cinco dias, um total de 10,170 dias. Trish Stratus possui o maior número de reinados, sete. Mickie James teve o reinado mais curto, com apenas alguns minutos.
Layla oficialmente foi a última campeã, ao derrotar Beth Phoenix em uma luta 2-contra-1 no SmackDown de 1° de maio de 2010, exibido no dia 14. No total, existiram 29 campeãs e 59 reinados.